# Leri Chabelowi
Leri Chabelowi (georgisch ლერი ხაბელოვი; russisch Лери Габриелович Хабелов Leri Gabrijelowitsch Chabelow; * 5. Juli 1964 in Tiflis, Georgische SSR) ist ein ehemaliger Ringer ossetischer Abstammung, der für die Sowjetunion und Russland startete, und georgischer Politiker.

## Werdegang
Leri Chabelowi stammt aus Georgien und ist gebürtiger Ossete. Ossetien entwickelte sich nach dem Zweiten Weltkrieg zu einer Hochburg des Ringersports, das unzählige Weltklasseringer hervorbrachte, die für die Sowjetunion, Russland und manchmal auch für andere Staaten an den Start gingen. Auch Chabelowi entwickelte sich mit Hilfe der Trainer Arsen Fadsajew und B. Schawlokow bei ZKSA Wladikawkas zu einem Weltklasseringer im freien Stil. Bereits als 18-Jähriger gab er bei den Weltmeisterschaften der Junioren 1982 in Colorado Springs seinen Einstand auf der internationalen Ringermatte. Dort gewann er in der Klasse bis 87 kg Körpergewicht den WM-Titel. Im Juniorenbereich wurde er auch in den Jahren 1983 und 1984 Welt- bzw. Europameister.
1985 gab er sein Debüt bei den Senioren, als er in Leipzig Europameister im Schwergewicht wurde. Im Finale bezwang er den erfahrenen Uwe Neupert aus Jena mit 3:1 Punkten. Im gleichen Jahr wurde er in Budapest auch zum ersten Mal Weltmeister im Schwergewicht. Im Jahr 1986 wurde er nur bei einem Weltcup-Turnier eingesetzt, weil er bei den sowjetischen Meisterschaften hinter Aslan Chadarzew nur den 2. Platz belegt hatte. 
In den Jahren 1987 und 1988 war er bei den Europameisterschaften und bei der Weltmeisterschaft 1987 wieder sehr erfolgreich, denn er gewann bei diesen drei Veranstaltungen jeweils den Titel. 1987 schlug er dabei sowohl bei der EM als auch bei der WM den Rumänen Vasile Pușcașu sicher nach Punkten. Aus diesem Grunde startete er bei den Olympischen Spielen 1988 in Seoul als großer Favorit. Er kam auch in überzeugendem Stil in den Endkampf um die Goldmedaille, unterlag aber dort überraschenderweise gegen Pușcașu, der gleich zu Beginn des Kampfes einen Wertungspunkt erzielte und diese 1:0 erfolgreich über die Zeit brachte, so sehr sich Chabelowi auch bemühte, den Kampf zu wenden.
Für Chabelowi war der Gewinn der Silbermedaille eine Enttäuschung. Er pausierte deshalb im Jahr 1989 bei internationalen Meisterschaften, war aber 1990 bei der Weltmeisterschaft in Tokio wieder mit dabei und gewann dort erneut den WM-Titel. Er hatte aber eine Schrecksekunde zu überwinden, als er in einem wertungslosen Kampf im Poolfinale gemeinsam mit dem US-Amerikaner Kirk Trost von der Matte gestellt wurde. Seine vorherigen Siege reichten aber zum Poolsieg. Den Titel sicherte er sich dann durch einen Sieg über den Bulgaren Stojan Nentschew.
Im Jahr 1991 verteidigte er in Warna seinen WM-Titel mit einem Endkampf-Sieg über Mark Coleman aus den USA. Im Pool-Finale hatte er dabei Heiko Balz aus Luckenwalde mit 3:0 Punkten geschlagen.
Das Jahr 1992 wurde zum erfolgreichsten Jahr in der Laufbahn Leri Chabelowis. Zunächst wurde er durch einen Finalsieg über Heiko Balz in Kaposvár Europameister und dann besiegte er in Barcelona im Kampf um die Goldmedaille den gleichen Ringer knapp mit 2:1 Punkten. Endlich war er Olympiasieger.
Nach 1992 gewann Chabelowi auch noch den WM-Titel 1993 vor dem Türken Ali Kayalı und Heiko Balz. Das war der letzte Titel, den er gewann.
Im Jahr 1994 war er nicht auf der internationalen Ringermatte zu sehen und im Jahr 1995 startete er im Superschwergewicht. In dieser Gewichtsklasse konnte er sich aber nicht durchsetzen. Er belegte sowohl bei der Europameisterschaft in Freiburg im Üechtland als auch bei der Weltmeisterschaft in Atlanta den 3. Platz. Geschlagen wurde er dabei von Mahmut Demir aus der Türkei und von Bruce Baumgartner aus den USA.
Bei den Olympischen Spielen 1996 in Atlanta startete er wieder im Schwergewicht, um noch einmal eine Medaille zu gewinnen. Es gelang ihm aber nicht. Zwar gewann er seinen ersten Kampf, musste dann aber von Abbas Jadidi aus dem Iran und von Oleg Ladik aus Kanada Niederlagen einstecken, die sein Ausscheiden bedeuteten und ihn auf dem 14. Platz landen ließen.
Danach beendete Leri Chabelowi seine Laufbahn als aktiver Ringer und wurde Trainer. Derzeit ist er Sportminister von Georgien. Für seine Verdienste um den Ringersport wurde er im September 2006 in die FILA International Wrestling Hall of Fame aufgenommen.

## Internationale Meisterschaften
(OS = Olympische Spiele, WM = Weltmeisterschaft, EM = Europameisterschaft, F = Freistil, S = Schwergewicht, SS = Superschwergewicht, damals bis 100 kg bzw. 130 kg Körpergewicht)
- 1982, 1. Platz, Junioren-WM (Cadets) in Colorado Springs, F, bis 87 kg Körpergewicht, vor Mike Davies, USA und Günter Glunk, BRD;
- 1983, 1. Platz, Junioren-WM (Espoirs) in Anaheim/USA, F, S, vor Plamen Dontschew, Bulgarien, Scott Saba, USA und Franz Marx, Österreich;
- 1984, 1. Platz, Junioren-EM (Espoirs) in Slaghaven/Dänemark, F, S, vor Dontschew und Tomasz Kupis, Polen;
- 1984, 1. Platz, World-Cup-Turnier (Espoirs) in Saint John/Kanada, F, S, vor Andrew Renney, Australien und Kelly Dumont, Kanada;
- 1985, 1. Platz, EM in Leipzig, F, S, mit Siegen über István Robotka, Ungarn, Hayri Sezgin, Türkei und Uwe Neupert, DDR;
- 1985, 1. Platz, WM in Budapest, F, S, vor Clark Davis, Kanada, Uwe Neupert, Robotka, Georgi Jantschew, Bulgarien und Dan Severn, USA;
- 1986, 2. Platz, World-Cup-Turnier in Toledo/USA, F, S, hinter Dan Severn und vor Geovany Redmond, Kuba;
- 1987, 1. Platz, EM in Weliko Tarnowo/Bulgarien, F, S, vor Vasile Pușcașu, Rumänien, Jantschew, Julius Strnisko, CSSR, Ayhan Taşkın, Türkei und Robotka;
- 1987, 1. Platz, WM in Clermont-Ferrand, F, S, vor Pușcașu, William Scherr, USA, Strnisko, Jantschew und Bold Jawklantugs, Mongolei;
- 1988, 1. Platz, EM in Manchester, F, S, vor Noel Loban, Großbritannien, Uwe Neupert, Petypo Makedonow, Bulgarien, Robotka und Jozef Černák, CSSR;
- 1988, Silbermedaille, OS in Seoul, F, S, hinter Pușcașu und vor William Scherr, Uwe Neupert, Georgi Karadutschew, Bulgarien und Jawklantugs;
- 1990, 2. Platz, World-Cup-Turnier in Toledo/USA, F, S, hinter William Scherr und vor Mahmut Demir, Türkei und Steve Marshall, Kanada;
- 1990, 1. Platz, WM in Tokio, F, S, vor Stojan Nentschew, Bulgarien, Kirk Trost, USA, Andrzej Radomski, Polen, Sándor Kiss, Ungarn und Khodaei, Iran;
- 1991, 1. Platz, WM in Warna, F, S, vor Mark Coleman, USA, Heiko Balz, Deutschland, Kim Tae-woo, Korea, Kiss und Radomski;
- 1991, 1. Platz, World-Cup-Turnier in Toledo/USA, F, S, vor Kim Tae-Woo und Kirk Trost;
- 1992, 1. Platz, EM in Kaposvár, F, S, vor Heiko Balz, Ali Kayalı, Türkei, Kiss, Arvi Aavik, Estland und Petros Bourdoulis, Griechenland;
- 1992, Goldmedaille, OS in Barcelona, F, S, vor Heiko Balz, Ali Kayalı, Kim Tae-Woo, Radomski und Subhash Verma, Indien;
- 1993, 1. Platz, WM in Toronto, F, S, vor Ali Kayalı, Heiko Balz, Kim Tae-woo, Oleksij Netschipurenko, Ukraine und Milan Mazáč, Slowakei;
- 1995, 3. Platz, EM in Freiburg im Üechtland, F, SS, hinter Mahmut Demir und Mirabi Walijew, Ukraine und vor Aljaksej Mjadswedseu, Belarus, Zsolt Gombos, Ungarn und Bourdoulis;
- 1995, 3. Platz, WM in Atlanta, F, SS, hinter Bruce Baumgartner, USA und Sven Thiele, Deutschland und vor Sasa Turmanidse, Georgien, Mahmut Demir und Igor Klimow, Kasachstan;
- 1996, 14. Platz, OS in Atlanta, F, S, nach Sieg über Zora Tkeschelaschwili, Georgien und Niederlagen gegen Abbas Jadidi, Iran und Oleg Ladik, Kanada